# Daanosaurus zhangi
Il daanosauro (Daanosaurus zhangi) è un dinosauro erbivoro appartenente ai sauropodi. Visse nel Giurassico superiore (circa 155 milioni di anni fa) e i suoi resti sono stati ritrovati in Cina.

## Classificazione
Descritto per la prima volta nel 2005, questo dinosauro è conosciuto per alcuni resti fossili attribuiti a un esemplare giovanile di dimensioni molto ridotte (una vertebra dorsale è lunga solo 8 centimetri). I resti comprendono un cranio, alcune vertebre e alcune ossa delle zampe. Gli autori della prima descrizione (Ye et al., 2005) ritengono che Daanosaurus fosse molto simile a un altro sauropode del Giurassico cinese, Bellusaurus. Entrambi gli animali sono conosciuti però solo attraverso esemplari giovani, e quindi le presunte caratteristiche in comune potrebbero essere tratti giovanili di molti sauropodi. Come tutti i sauropodi, Daanosaurus doveva possedere un corpo massiccio sorretto da arti colonnari, collo e coda lunghi e una testa piccola.